# Carlo Petitti di Roreto
Carlo Petitti comte di Roreto (né le 18 décembre 1862 à Turin et mort dans la même ville le 27 janvier 1933) est un général et homme politique italien, gouverneur de Trieste, sénateur, petit-fils de Carlo Ilarione Petitti di Roreto (1790-1850).

## Biographie
Il eut une fille Carla, née à Frascati le 18 juillet 1899 qui épousa Antonio Lovaria à Rome le 11 janvier 1921. Il fit ses études au collège militaire de Milan en 1876, puis celui de Firenze en 1879 et l'École militaire en 1880.
À la tête du 50erégiment d'infanterie il combattit pour la libération de Misrata le 18 juillet 1912 et reçut à l'issue la Croix de chevalier de l'Ordre militaire de Savoie.
Carlo Petitti di Roreto était le chef de la 35e div d'infanterie lors de la bataille du Mont Novegno de juin 1916. Commandant en chef des armées italiennes arrivant à Salonique (40 000 soldats) entre juillet 1916 et avril 1917. En 1918 il commande le XXXIII corps d'armée (28e et 61e division d'infanterie) et fut blessé sur le front, la 54e division d'infanterie, le XI (lors de la retraite de la Piave) puis, commande le corps d'armée qui libère Trieste et devient le gouverneur de Trieste. Commandant des carabiniers (1918).
Sénateur après guerre (1919).

### Sources
- l'Illustration, no 3826, 1er juillet 1916.
- l'Illustration, no 3834, 26 août 1916.
- le Pays de France, no 106, 26 octobre 1916, p. 7.
- Le Miroir, no 145, 3 septembre 1916, p. 11]